# Auto Stop Race
Auto Stop Race (ASR) – majówkowy wyścig autostopowy startujący z Wrocławia, którego pierwsza edycja odbyła się w 2009 roku. Bierze w nim udział ponad 1000 podróżujących parami uczestników, którzy mają za zadanie dotrzeć do wybranego miasta Europy przemieszczając się jedynie autostopem. Główną ideą projektu jest propagowanie tej formy podróżowania wśród młodych ludzi oraz zachęcenie ich do poszerzania swojej strefy komfortu. Inicjatorem przedsięwzięcia jest Klub Podróżników BIT, organizacja działająca przy Samorządzie Studentów Uniwersytetu Ekonomicznego we Wrocławiu. Skala imprezy sprawiła, że zdobyła ona popularność wśród studentów z całego kraju, a zarazem stała się największym wydarzeniem tego typu na świecie.

## Zasady wyścigu

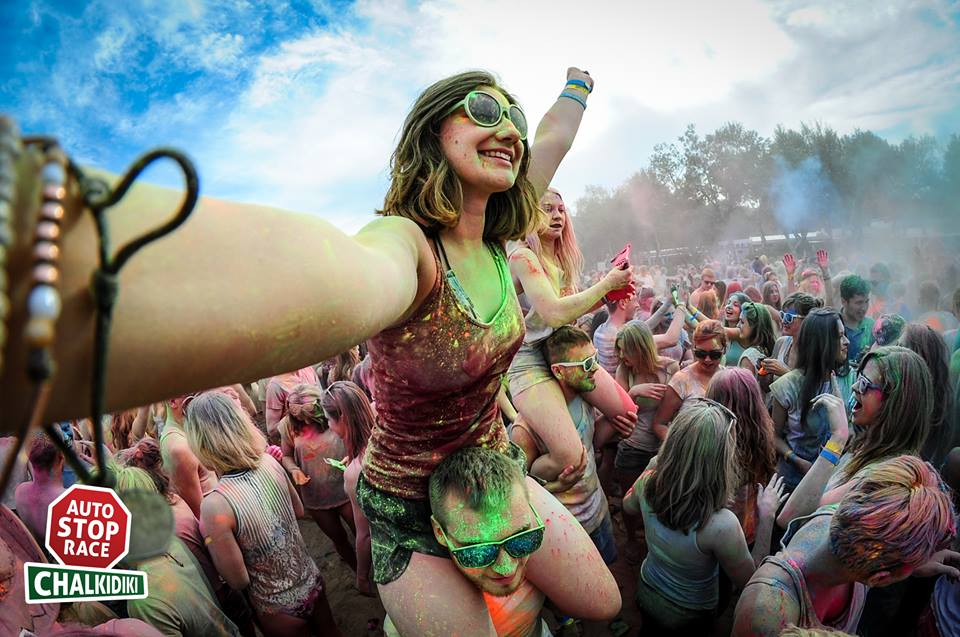
Festiwal Kolorów, Auto Stop Race 2015 Chalkidiki

Wyścig polega na pokonaniu trasy z kampusu Uniwersytetu Ekonomicznego we Wrocławiu do campingu wyznaczonego przez organizatorów w jak najkrótszym czasie liczonym od oficjalnego startu. Na trasie konkursu można poruszać się wyłącznie za pomocą autostopu. Dopuszczalne jest jednak skorzystanie z komunikacji miejskiej we Wrocławiu oraz w mieście docelowym.
Zespoły dokonują rejestracji za pomocą udostępnionego w określonym wcześniej dniu formularza zgłoszeniowego, do którego dostęp uzyskuje się poprzez stronę internetową ASR. W skład teamu biorącego udział w wyścigu muszą wchodzić 2 osoby wieku 18-30 lat, z których przynajmniej jedna musi posiadać status studenta (ważną legitymację studencką). Każdy uczestnik otrzymuje pakiet startowy, czyli zestaw zawierający numer startowy, koszulkę Auto Stop Race, ubezpieczenie oraz gadżety partnerów wspierających daną edycję.

## Poprzednie edycje

### 2009 – Pula
Start pierwszej edycji wyścigu odbył się w piątek 1 maja 2009 roku spod wrocławskiego Uniwersytetu Ekonomicznego. W podróż do chorwackiej Puli wyruszyły 172 osoby tworzące 86 zespołów (warto wspomnieć, że uczestnikami ASR mogły zostać wtedy wyłącznie osoby ze statusem studenta).
Pierwsze miejsce zajęły ex aequo dwie pary damsko-damskie – Ula Obelinda i Agata Stankiewicz oraz Kasia Sawczuk i Hania Bobak. Pojawiły się na campingu niespełna pół godziny po organizatorach – przebycie ponad 1100-kilometrowej trasy zajęło im 17 godzin i 40 minut.
Świętowanie przyjazdu przez kolejne pojawiające się na mecie pary uatrakcyjniło wspólne grillowanie oraz uroczyste rozdanie nagród głównych oraz konkursowych (m.in. najoryginalniejszy sposób łapania stopa).

### 2010 – Rimini
W drugiej edycji Auto Stop Race wzięło udział 388 uczestników (194 pary) – ponad dwukrotnie więcej, niż rok wcześniej. Tym razem studenci obrali za cel włoską miejscowość Rimini. Podczas startu 1 maja 2010 roku szanse autostopowiczów na dotarcie do celu zwiększyły apele do kierowców emitowane przez stacje radiowe.
Zwyciężczyniami wyścigu zostały Justyna Kieraga z Alicją Lipiec, które dotarły na pole kempingowe po 15 godzinach i 45 minutach, wyprzedzając organizatorów o zaledwie kilka minut.
Organizacja finału przebiegała podobnie jak w poprzednim roku, składała się z grillowania, imprez oraz oficjalnego rozdania nagród wraz z podsumowaniem wyścigu.

### 2011 – Barcelona
Z powodu dłuższego niż zazwyczaj weekendu majowego w roku 2011 na miejsce docelowe wyścigu wybrano odległą o 2000 km Barcelonę. Miejsca na trzecią edycję projektu rozeszły się w ciągu tygodnia, a ostatecznie w wyścigu wystartowało 600 osób (300 zespołów). Podczas podróży autostopowicze aktywnie promowali Wrocław jako Europejską Stolicę Kultury.
Jako pierwsze na mecie zjawiły się siostry Ola i Diana Damrath, które pokonały trasę z czasem 21 godzin i 15 minut.
3 maja podczas finału odbyło się podsumowanie edycji, rozstrzygnięcie foto-konkursów, przedstawienie najlepszych teamów oraz wręczenie nagród.

### 2012 – Rzym

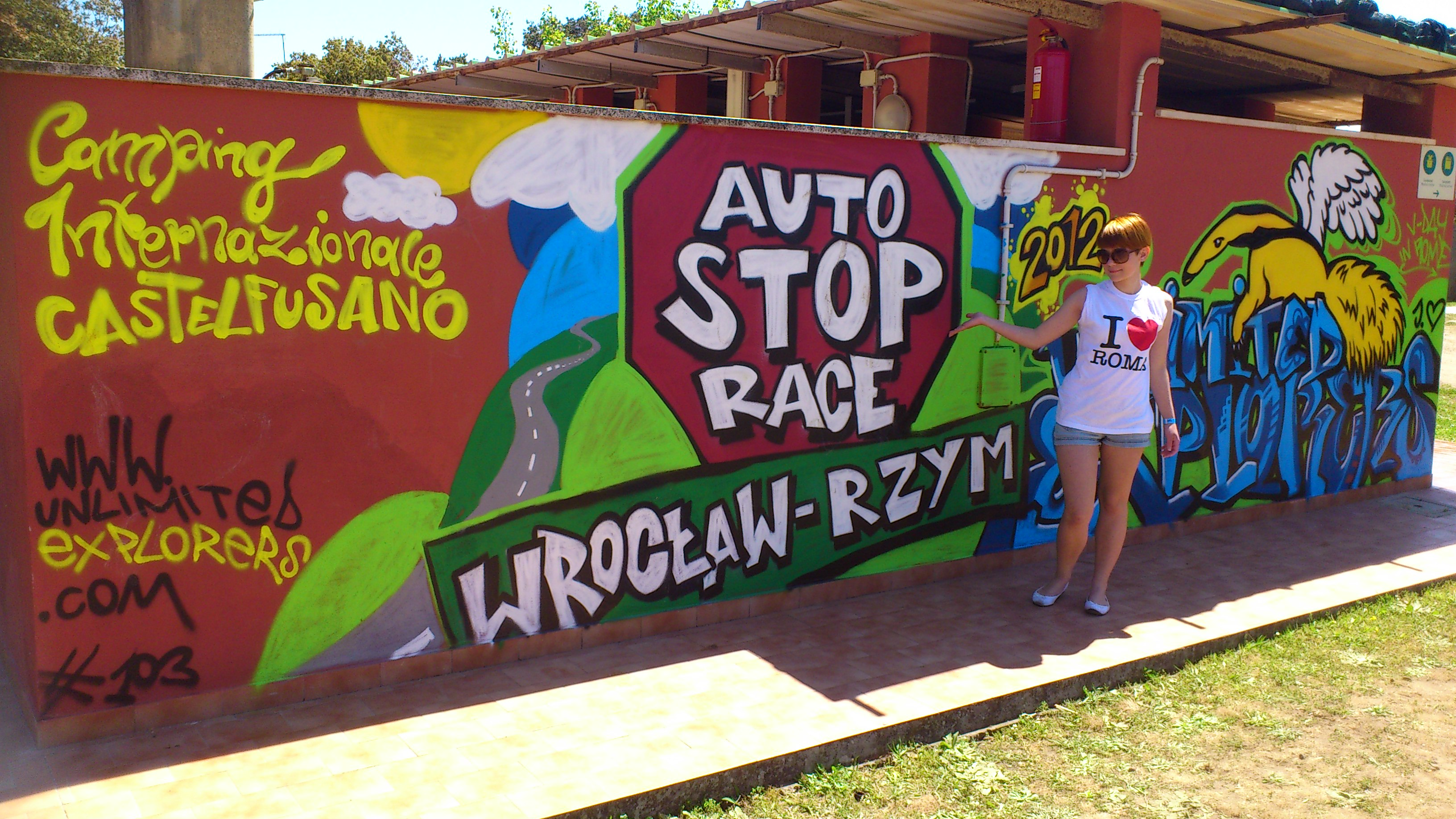
Graffiti Auto Stop Race 2012, Lidio di Ostia, Rzym

Czwarta edycja projektu okazała się przełomowa pod wieloma względami. Z racji rosnącej coraz bardziej popularności wyścigu podjęto decyzję o ograniczeniu liczby uczestników do 1000, jednak część chętnych zdecydowała się wyruszyć w podróż na własną rękę. Ostatecznie na metę przybyło ponad 1200 osób. Tutaj też pojawiła się tradycja ASR-owego graffiti, stanowiącego pamiątkę po wydarzeniu na goszczącym autostopowiczów campingu.
Tym razem na cel podróży autostopowiczów wyznaczono Rzym. Pierwsza para w składzie Aneta Załęska i Agata Kowalczyk pojawiła się na miejscu po 18 godzinach i 15 minutach.
Na mecie studenci mieli możliwość wzięcia udziału w licznych konkursach organizowanych na plaży, wysłuchania koncertu lokalnego zespołu czy wybrania się wraz z przewodnikiem do Wiecznego Miasta.

### 2013 – Dubrownik
Miejscem docelowym piątej – jubileuszowej edycji stał się Dubrownik. 27 kwietnia 2013 roku w podróż do Chorwacji wyruszyło 1000 uczestników, podczas gdy liczba chętnych wyniosła 6000.
Rekordzistki, Dominika Romanowska i Karolina Lisińska, pokonały trasę o długości ponad 1500 km w 18 godzin i 5 minut.
Po raz pierwszy podczas finału wydarzenia odbył się koncert polskiej gwiazdy, na którym dla autostopowiczów zagrał Gooral.

### 2014 – Walencja
Podczas szóstej edycji wyścigu celem autostopowiczów stała się położona we wschodniej Hiszpanii Walencja. Uczestnicy mieli do przebycia rekordowe 2350 kilometrów. Zwyciężczyniami zostały Kasia Orłowska i Dominika Szpak, które zjawiły się na mecie po 27 godzinach i 5 minutach.
Na mecie organizatorzy zapewnili uczestnikom atrakcje takie jak zumba, tańce latino, masaże, aqua aerobik, bubble soccer, Wielka Fiesta z tradycyjną hiszpańską paellą na jednej patelni dla 1000 osób oraz wspólne grillowanie. Dodatkowo odbyły się aż dwa koncerty, podczas których zagrali Natural Dread Killaz oraz Gooral.

### 2015 – Chalkidiki
Tym razem studenci ścigali się na grecki Półwysep Chalcydycki, przemierzając autostopem ponad 2000 kilometrów. Śledzenie przebiegu podróży poszczególnych par umożliwiała prowadzona przez uczestników relacja SMS.
Zwyciężczynie siódmej edycji, Kasia Mamak i Dominika Zarzycka, dotarły na metę w czasie 28 godzin i 2 minut.
Na mecie odbyła się prowadzona przez Greków lekcja zorby, animacje na basenie czy beach party. Dzięki wsparciu uzyskanemu przez croudfundingową akcję na portalu Polak Potrafi udało się także zorganizować festiwal kolorów oraz "ślizg na klacie". Podczas koncertów dla autostopowiczów zagrali Bracia Figo Fagot oraz Ras Luta.

### 2016 – Tarquinia
Ósma edycja Auto Stop Race zaprowadziła 1000 uczestników do włoskiej Tarquinii. Pośród 8000 chętnych miejsca na projekt rozeszły się w rekordowe 2 minuty i 39 sekund.
Po raz pierwszy w historii wyścigu zwycięstwo przypadło w udziale parze męskiej. Zespołowi w składzie Konrad Perdek i Adrian Duleba przemierzenie 1600 kilometrów zajęło 19 godzin i 20 minut.
Wśród czekających na uczestników atrakcji znalazły się animacje na basenie, chrzest dla debiutujących autostopowiczów, Strefa Chilloutu (oferująca do dyspozycji uczestników gry planszowe, hamaki i leżaki), jam session, kino plenerowe, prelekcje podróżnicze, zajęcia sportowe oraz koncerty artystów takich jak Rasmentalism, Zioło i Gooral.

### 2017 - Fažana
9. edycja ASR odbyła się w Fažanie, czyli miejscu, od którego wszystko się zaczęło, bowiem znajduje się jedynie 20 kilometrów od Puli. Organizatorzy, aby urozmaicić uczestnikom trasę, wyznaczyli tzw. checkpionty, tj. Pusty Zamek w Zwoleniu, Potrójny Most w Lublanie oraz Muzeum Złamanych Serc w Zagrzebiu. Wygrana para dotarła na miejsce w ciągu 15 godzin i 42 minut. Poza licznymi atrakcjami tj. strefa chilloutu, gry planszowe, imprezy, na miejscu pojawiły się także prelekcje podróżnicze. Jednym z prelegentów był Dawid "Faza" Fazowski. Nie zabrakło również koncertów w wykonaniu The Lottery, Vellocent, Tabu oraz Tede.

### 2018 - Calabria
Jubileuszowa 10. edycja Auto Stop Race odbyła się w Calabrii, położonej na południu Włoch. Podczas tej edycji również zostały przygotowane przez organizatorów tzw. punkty kontrolne, zachęcające uczestników do zwiedzania mijanych po drodze miast. Były to m.in. Koń do góry nogami w Pradze, Malowniczy Port w Portofino, żółty tramwaj w Mediolanie, ściana "Before I die" w Rzymie. Podobnie jak w przypadku poprzedniej edycji, na metę jako pierwsza dotarła żeńska para - Paulian Sudacka i Aleksandra Totoń. Cała trasa zajęła im 30 godzin i 22 minuty. Podczas jubileuszowej edycji zorganizowane zostały Igrzyska ASR. Jak co roku nie zabrakło także muzycznych wrażeń. Na scenie zagrali Gooral, Bracia Figo Fagot oraz Tabu.

### 2019 - Evia
Wyzwaniem 11. edycji stała się oddalona grecka wyspa Evia. Mimo że cel podróżny był znany wcześniej, to dokładne współrzędne kempingu uczestnicy poznali 24 godziny przed planowanym startem. Aby uczestnicy mogli dostać się na wyspę, organizatorzy postanowili zezwolić na dodatkowy środek transportu - prom. Trudności tj. święta wielkanocne w krajach prawosławnych z łatwością zostały pokonane przez parę Moniki Dziuby i Aleksandra Radeckiego, którzy dostali na miejsce w 26 godzin i 34 minuty. Na scenie pojawili się m.in. Karol Modzelewski, Clock Machine oraz Dwa Sławy.

### 2022 - Lazio
3 lata później, po odnalezieniu się w nowej po pandemicznej rzeczywistości festiwal odbył się we Włoszech - a dokładniej w regionie Lazio. W trakcie już 12. edycji wyścigu, również nie zabrakło chętnych do ścigania się, a pula miejsc została wyprzedana. Pierwszą parą, która zawitała na kempingu była Weronika Figura wraz z Natalią Tomaszewską, dla których wyścig zakończył się już po 20 godzinach i 34 minutach. Aby żaden z uczestników nie nudził się na mecie, organizatorzy przygotowali wiele atrakcji takich jak imprezy tematyczne, strefa chillout'u czy też koncerty. Z gwiazd, które pojawiły się na scenie wymienić można Qbika oraz PozytonSound..